# Oberharz (Niedersachsen)
Oberharz var en tidligere samtgemeinde i den nordvestlige del af Landkreis Goslar i den sydøstlige del af den tyske delstat Niedersachsen. Området ligger i den vestlige del af Harzen, omkring 15 km sydvest for Goslar.
Samtgemeinde Oberharz blev 1. januar 2015 opløst og lagt sammen i Clausthal-Zellerfeld. Indtil da bestod den bestod af følgende kommuner:
- Altenau
- Clausthal-Zellerfeld
- Schulenberg im Oberharz
- Wildemann

## Geografi
Samtgemeinde Oberharz ligger i landskabet Oberharz i en højde på mellem 400–800 moh. I området ligger størstedelen af vandreguleringsområdet Oberharzer Wasserregal.

### Nabokommuner
Samtgemeinde Oberharz er på alle sider omgivet af det kommunefri område (gemeindefreie Gebiete) Harzen. De nærmeste kommuner er mod nord Goslar og Langelsheim, mod sydøst Braunlage, mod syd Osterode am Harz og mod vest Seesen og Bad Grund.